# 集集攔河堰
集集攔河堰，臺灣一座位於南投縣集集鎮的攔河堰，為攔截自濁水溪的溪水而設置於林尾隘口建堰，並建有集集大橋提供台3丙線通行，全部工程皆於2001年完工啟用。主要功能將濁水溪的溪水攔截下來，再送至臺灣自來水公司林內淨水場，以供給彰化、雲林地區農業用水、生活用水及工業用水，是臺灣目前最大的攔河堰，也是取水量最大的水庫。

## 沿革
濁水溪是臺灣最長的河流，水量豐枯懸殊，往昔農田水利會取水不穩定，豐水期取水及引水設施常遭洪水沖毀或泥砂掩埋，枯水時則常有搶水、分配水的困擾，因此在1960年開始即有「共同引水」的構想與規劃，計劃建造堅固的共同取水口，再利用聯絡渠道輸水分配使用。
臺灣省政府水利局於1984年6月擬定「集集共同引水計畫」後，到了1990年代，台塑六輕廠商決定於雲林縣麥寮鄉興建，政府並核准開發「雲林離島式基礎工業區」，六輕所需水源可由集集共同引水計畫供應；另外由於雲林地區公共給水一直使用地下水，造成地層下陷的問題，必須增加供給地面水以減少抽取地下水來解決，於是集集共同引水計畫乃正式付諸實行。其中，臺灣省政府水利局中部水資源開發工程處則負責工程，南投、彰化、雲林等數個縣市政府協助工程用地之取得，彰化、雲林水利會負責北岸與南岸連絡渠道擴建工程，而經濟部水利署第四工程處負責工業用水專用管路工程。1990年，臺灣省政府水利局編列預算執行「集集共同引水計畫」。1996年1月，集集攔河堰工程上樑。2001年底共同引水整體試運轉開始。2002年1月，集集攔河堰管理中心成立正式營運。集集攔河堰是中華民國國人自行規劃、設計、施工者中規模最大的攔河堰工程。
集集攔河堰在規劃時，為保留濁水溪右岸於清同治13年（西元1874年）由台灣鎮總兵吳光亮率軍開山闢荒而特立「開闢鴻荒」石碣，特別改變壩軸位置，並將溢洪道孔數縮減一個，為此國定古蹟工程經費多花約2億元，計畫總結算為新台幣238億元。

## 設施與功能

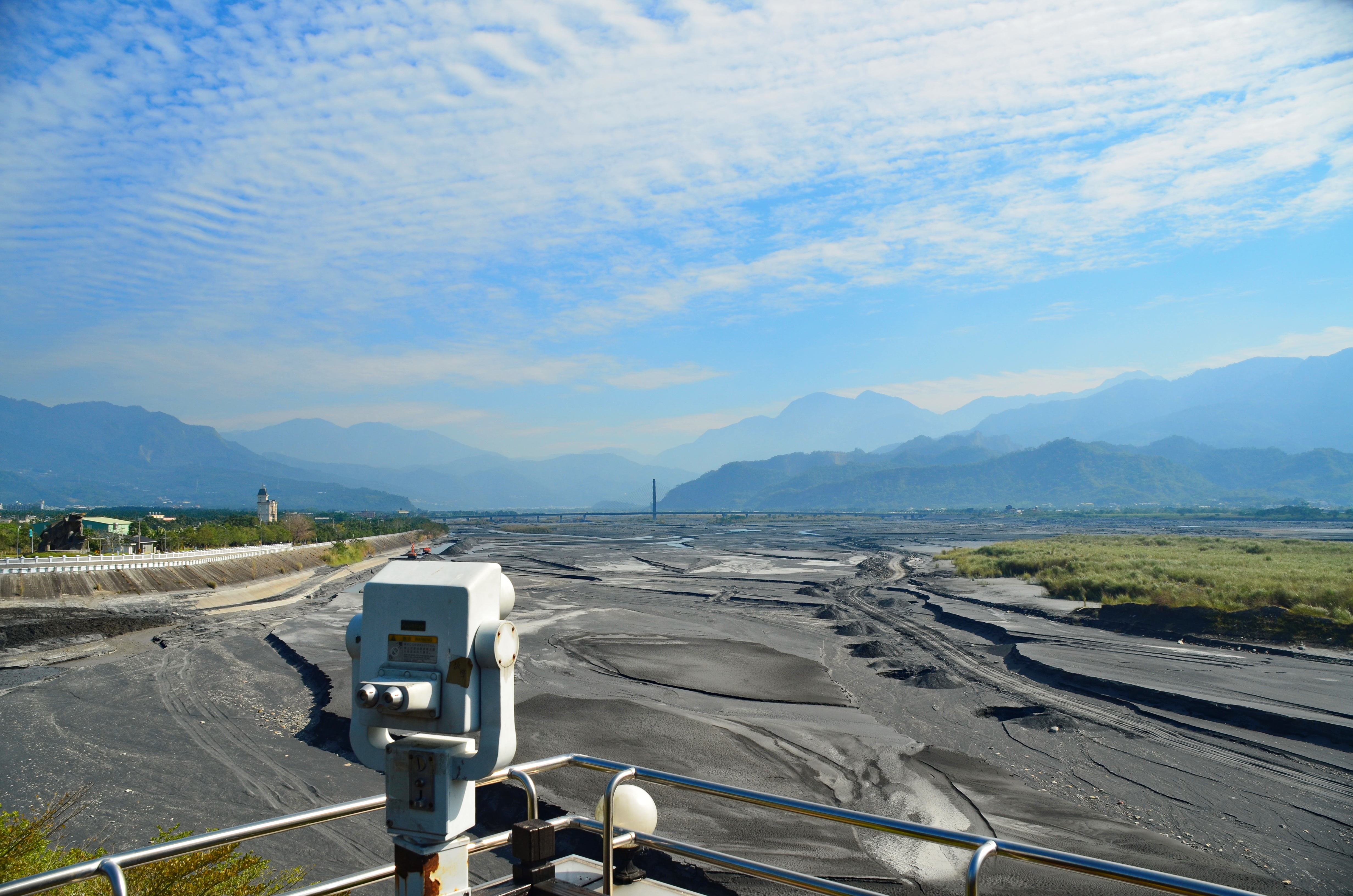
從集集攔河堰管理中心臺灣水資源館向東望濁水溪和集鹿大橋。

集集攔河堰乃一沃基式混凝土重力壩，水庫類型為在槽水庫。堰體全長352.5公尺，堰頂設有排洪閘門18座，排砂閘門4座，以及魚道1座，是全臺灣最多閘門的攔河堰。集集攔河堰可提供雲林地區每日11萬噸的原水至臺灣自來水公司林內淨水場，並可提供雲林離島式基礎工業區包括台塑六輕工業區等地區每日33萬噸的用水。集集攔河堰設計有效蓄水量雖僅有1,005萬立方公尺，但最大取水量卻可高達每秒160立方公尺，而每年最大引水量高達20億立方公尺，遠高於曾文水庫的10.5億立方公尺以及石門水庫的8.15億立方公尺，是臺灣地區計畫年取水量最大之水庫。
主要取水口及輸水管線如下：
- 下游北岸進水口：計畫取水量為每秒70立方公尺，聯絡渠道長51公里，除灌溉彰化水利會灌區、八卦山高地外，還提供名間水力發電廠發電。
- 下游南岸進水口：計畫取水量為每秒90立方公尺，聯絡渠道長38公里，除供應南投縣竹山鎮、雲林兩水利會灌區用水外，還供水給烏塗濁水電廠發電。
- 工業用水專用管路：長42公里，從林內送水至麥寮供應工業用水給六輕，並補充下游農用及公共給水之不足。

## 臺灣水資源館

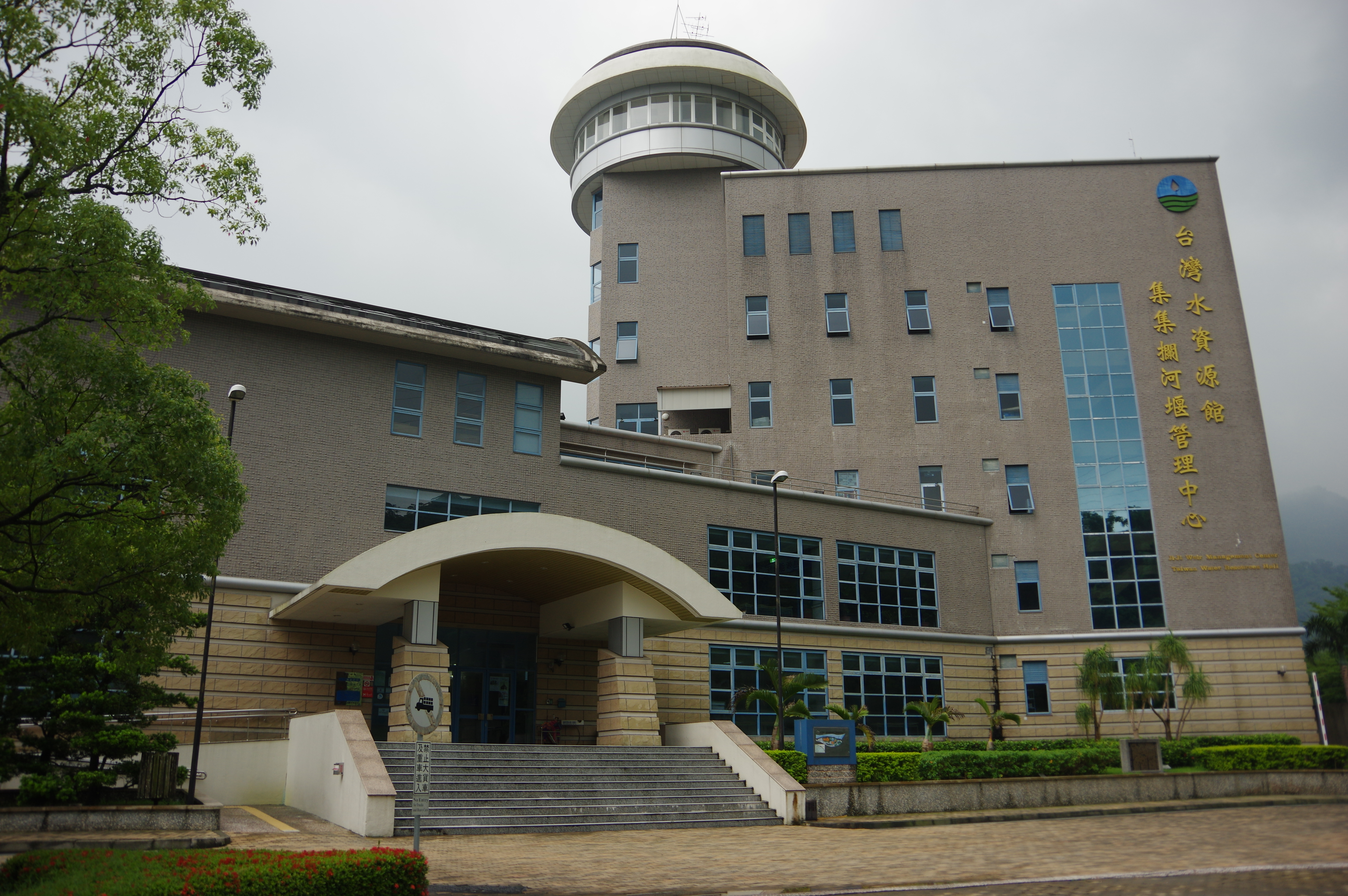
臺灣水資源館

集集堰完成後，為了將集集共同引水計畫工程留下完整紀錄，經濟部水利署特別在集集攔河堰旁的集集共同引水管理大樓內闢設展示中心，並可飽覽攔河堰附近景色風光。

## 淤積問題
由於濁水溪輸沙量相當大，河水高含砂特性因此讓集集攔河堰淤積量增加相當快速。根據經濟部資料顯示，集集攔河堰於2001年營運開始後，不到10年淤積已超過一半庫容。2010年蓄水量僅為498萬立方公尺，淤積量已達到57.71％，2012年有效蓄水量已降至382.7萬立方公尺，每年平均淤積65萬立方公尺。

## 外部連結
- （繁體中文）經濟部中區水資源局 - 集集攔河堰 （页面存档备份，存于）